# Bacabal
Bacabal – miasto i gmina w Brazylii leżące w stanie Maranhão. Gmina zajmuje powierzchnię 1683,074 km². Według danych szacunkowych w 2016 roku miasto liczyło 103 020 mieszkańców. Położone jest około 200 km na południe od stolicy stanu, miasta São Luís, oraz około 1600 km na północ od Brasílii, stolicy kraju. 
W 2014 roku wśród mieszkańców gminy PKB per capita wynosił 10 430,68 reais brazylijskich.